# Bastogne War Rooms
De Bastogne War Rooms zijn een museum in Bastenaken (Frans: Bastogne) over de Slag om Bastenaken en de Slag om de Ardennen. Het is de opvolger van de Bastogne Barracks. 
Het museum werd geopend in 2024 en omvat de McAuliffe-kelder. Daar deed op 22 december 1944 Brigadier-Generaal Anthony McAuliffe van de 101st Airborne Division zijn beroemde Nuts-uitspraak, als antwoord op de vraag van de Duitse troepen tot overgave. In de barakken van de voormalige Heintz-kazerne worden verschillende verhalen over de Slag verteld met behulp van multimedia.